# Karl-Marx-Platz (Berlin)
Der Karl-Marx-Platz ist ein Stadtplatz im Berliner Ortsteil Neukölln des gleichnamigen Bezirks. Er befindet sich zwischen der Karl-Marx-Straße, dem Richardplatz und der Thomasstraße. Der Platz entstand Ende des 19. Jahrhunderts unter dem Namen Hohenzollernplatz in Rixdorf, einem Alt-Berliner Vorort.

## Geschichte

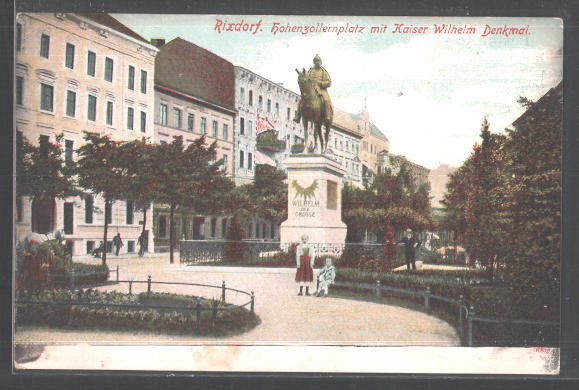
Kaiserdenkmal auf dem Hohenzollernplatz auf einer kolorierten Ansichtskarte

Mit dem Zuzug von Handwerkern aus dem Böhmischen Raum im 19. Jahrhundert entstanden Straßen, Plätze und Wohnbauten im damaligen Berliner Vorort Rixdorf. An der Stelle, wo sich durch zusammenlaufende Verkehrswege ein Dreieck ergab, legten die Bewohner einen kleinen Platz an, der – wie damals üblich – den Namen eines Herrschers erhielt. In diesem Falle war das Herrscherhaus der Hohenzollern der Namensgeber: Hohenzollernplatz.
Am 22. März 1902, dem 105. Geburtstag von Kaiser Wilhelm I., wurde der Platz gärtnerisch gestaltet und im Zentrum ein Denkmal für ihn aufgerichtet. Im Beisein von Kriegsveteranen, Ehrengästen aus Politik und Wirtschaft, Vereinen und des Kronprinzen Friedrich Wilhelm fand eine feierliche Denkmalsenthüllung mit militärischen Ehren statt. Die übermannsgroße Reiterfigur aus Bronze war nach einem Entwurf des Bildhauers Albert Moritz Wolff in der Gießerei Hermann Gladenbeck und Voß hergestellt worden.
Auch nach dem Sturz der Monarchie im Jahr 1918 behielt der Platz seinen Namen und das Reiterstandbild. 1944 wurde das Denkmal abgebaut und als Metallspende des deutschen Volkes für Rüstungszwecke eingeschmolzen. Der Sockel blieb leer.
Nach dem Zweiten Weltkrieg ließen die neuen Verwaltungen Herrschernamen aus dem Stadtbild tilgen. So erhielt der Platz – in Anlehnung an die den Platz tangierende Karl-Marx-Straße – am 14. Februar 1950 die Bezeichnung Karl-Marx-Platz. Namensgeber war der Philosoph und Wirtschaftstheoretiker Karl Marx (1818–1883); der Denkmalsockel wurde abgebaut.
Im Jahr 1987 ließ die Bezirksverwaltung an der Stelle des einstigen Reiterdenkmals ein mehrteiliges Springbrunnenensemble aufstellen, geschaffen vom Bildhauer Hartmut Bonk.
Anfang der 2010er Jahre veränderte sich der Platzcharakter unter anderem durch Wechsel von kleinen Läden am Platz, durch Wegfall eines Imbisses; so entstand beispielsweise 2014 eine Eismanufaktur.
Die Neuköllner Verwaltung beschloss im Oktober 2019 zusammen mit dem Ingenieurbüro LOPP aus Weimar eine komplette Neugestaltung des Platzes. In dem Konzept dazu heißt es: 

„Die Einbahnstraße nördlich des Platzes soll asphaltiert werden, sodass die Autos und Radler dort auf glattem Belag Richtung Karl-Marx-Straße rollen können. Ganz rechts bleibt ein kopfsteingepflasterter Streifen zum Parken. In die Gegenrichtung ist ein Radstreifen geplant, ebenfalls an der Nordseite. Genutzt wird dazu eine Teilfläche des heutigen Platzes. Er wird mit Pollern vom motorisierten Verkehr abgetrennt. […] Die gesamte rund 2500 Quadratmeter große Fläche erhält einen neuen, stabilen Belag. Ein unterirdischer Regenwasserspeicher sorgt dafür, dass es nicht zu Überschwemmungen kommt und das Wasser nach und nach in den Boden versickern kann.“

## Beschreibung, Nutzung

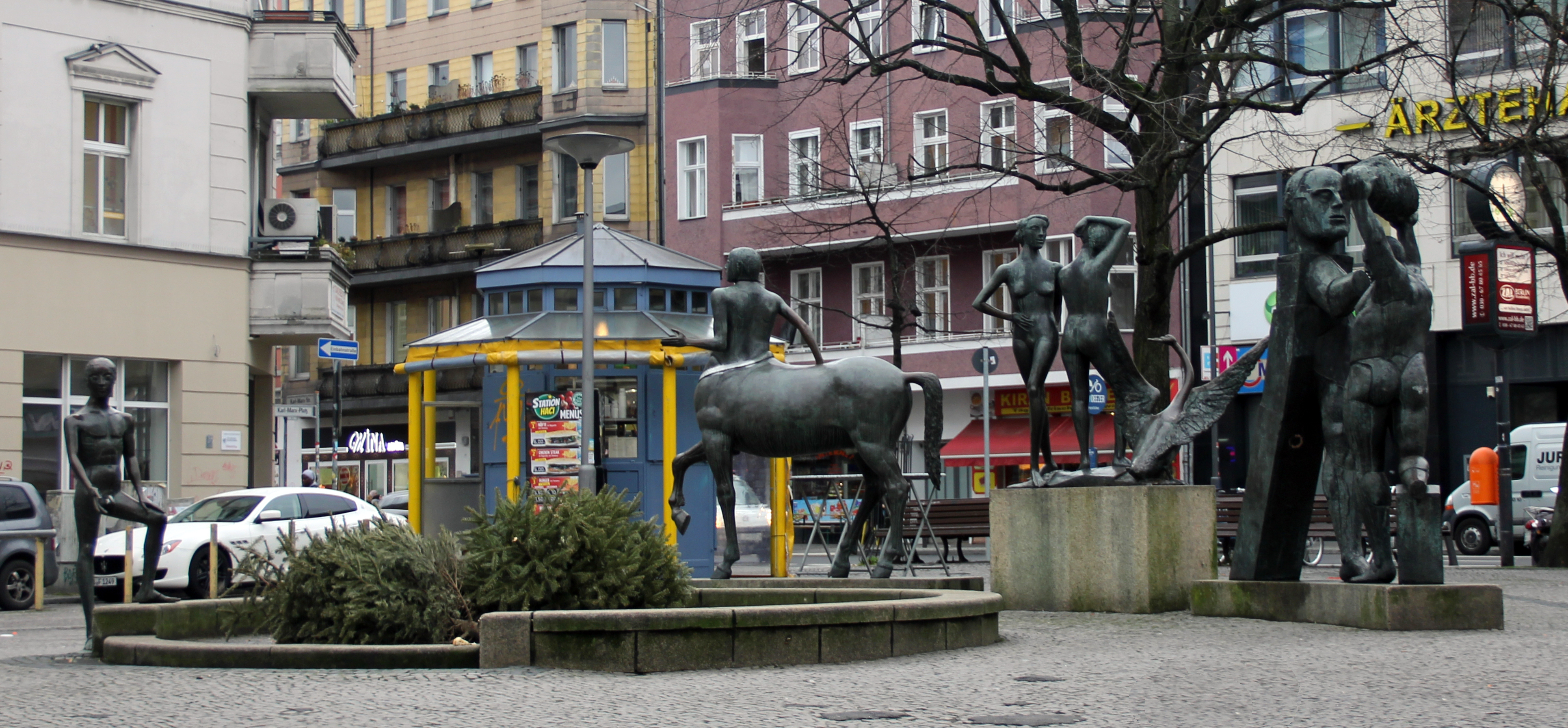
Brunnenanlage auf dem Karl-Marx-Platz mit dem Kiosk im Hintergrund

Der Brunnen besteht aus drei Gruppen nebst einem niedrigen runden Wasserbecken und trägt den Namen Imaginäres Theater. Die Bronzefiguren sind als personifizierte Tragödie, Komödie und Groteske dargestellt, was nach Intention des Künstlers Isolation, Zusammengehörigkeit und Konfrontation symbolisieren soll. Optisch zusammengehalten wird das Ensemble durch eine große und lange steinerne Bank, hinter der ein Hochbeet angelegt ist. Neben dem Brunnen befindet sich ein kleiner Kiosk in Form eines früheren achteckigen Toilettenhäuschens, mit Zeitungs- und Tabakwarenverkauf.
Die Platzfläche ist mit kleinteiligen Pflastersteinen gestaltet. An den Seitenrändern des Platzes stehen Sitzbänke. Dazwischen wurden Laubbäume gepflanzt. Auf dem Platz findet zweimal wöchentlich mittwochs und samstags ein Wochenmarkt statt.